# الحزب الديمقراطي الاجتماعي (اليابان)
الحزب الديمقراطي الاجتماعي (社会 民主党) هو حزب سياسي في اليابان تأسس عام 1996. منذ إصلاحه وتغيير اسمه في عام 1996 دعا إلى السلام وعرّف نفسه على أنه حزب ديمقراطي اجتماعي. كان يُعرف سابقًا باسم الحزب الاشتراكي الياباني.